# Оганесян, Сергей Саядович
Оганесян Сергей Саядович — советский, российский учёный, доктор педагогических наук, профессор, государственный советник РФ 1 класса, главный научный сотрудник отдела разработки методологий социальной, психологической, воспитательной и педагогической работы с осужденными центра исследования проблем исполнения уголовных наказаний и психологического обеспечения профессиональной деятельности сотрудников уголовно-исполнительной системы ФКУ НИИ ФСИН России.

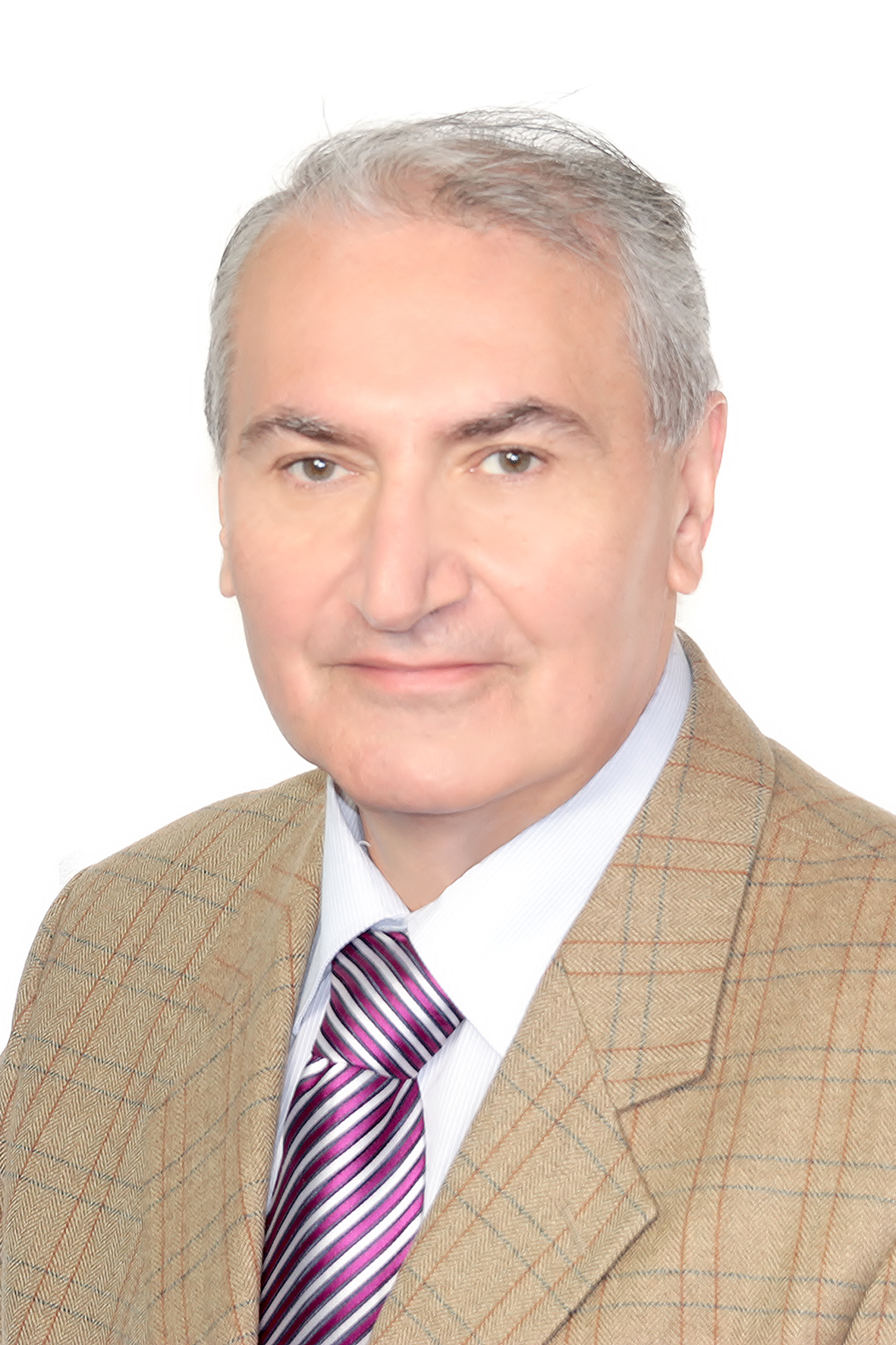
С. С. Оганесян (2013)

Оганесяном впервые в мире была показана закономерность последовательного и неизбежного перехода этносов и народов мира от языческого мировосприятия к монотеизму, а от него к научному мировосприятию. На основе сравнительно-сопоставительного анализа Торы, Нового Завета и Корана раскрыт стратегический путь развития человечества, который совпадает с наблюдаемыми тенденциями его развития.

## Биография
Родился в Баку 25 апреля 1947 в семье офицера Советской Армии.
В 1969 г. он с отличием окончил факультет русского языка и литературы Ереванского государственного педагогического института русского и иностранных языков им. В. Я. Брюсова.
В 1969—1970 гг. служил в рядах Вооруженных сил СССР.
С 1970 по 1973 г. учился в аспирантуре Ереванского государственного педагогического института русского и иностранных языков им. В. Я. Брюсова.
В 1974 г. в Академии педагогических наук СССР (Москва) защитил кандидатскую диссертацию; в 1985 г. — докторскую диссертацию по методике преподавания русского языка в иностранных школах.

## Общественная деятельность
С 1974 - 1992 г. — руководитель группы по внедрению новых методов обучения, старший преподаватель, доцент, профессор, зав. кафедрой культуры русской речи и методики преподавания русского языка Ереванского государственного педагогического института русского и иностранных языков им. В. Я. Брюсова, сейчас- Ереванский государственный университет языков и социальных наук
С 1981 -1992 г. — учитель -новатор по преподаванию  русского языка в средней общеобразовательной школе № 149 Еревана. Впервые в Армении проводил открытые уроки, где показывал новейшие методы и средства преподавания русского языка.
С 1986 -1991 г. — председатель совета по русскому языку Министерства высшего и среднего специального образования, а также Министерства просвещения Армянской ССР.
С 1988 - 1992 г. — председатель Совета по присуждению ученой степени кандидата педагогических наук по специальности 12.00.02. «Методика преподавания русского языка», который был впервые организован в Республики Армении.
С 1991 - 1992 г. — заведующий отделом Комитета по специальным программам Республики Армения, где занимался вопросами, связанными с организацией казачьего движения в непризнанной НКР ( Арцахе) , а также с проблемами взаимосвязи представительных и законодательных органов Армении и России.
С января 1992 - май 1993 г. — работал директором Культурного центра Республики Армения в Москве.
С мая по октябрь 1993 — главный специалист экспертного совета Верховного Совета Российской Федерации.. Был на работе, внутри здания при расстреле Белого Дома.
С марта 1993 по май 2007 г. первый вице-президент Российского общества дружбы с Арменией при Российском обществе дружбы с зарубежными странами (Москва). Принимал активное участие в организации голосования в ГД РФ по принятию Россией закона о признании геноцида армян в 1915—1922 гг. Турецкой империей.
С 1994 по 1998 г. — руководитель аппарата Мандатной комиссии Государственной Думы РФ.
С мая 1998 по июнь 2007 - начальник управления, заместитель начальника Главного управления по обеспечению деятельности комиссии и рабочих групп Парламентского Собрания Союза Белоруссии и России.
С июня 2007 по ноябрь 2011 руководил консалтинговыми фирмами в Испании (Каталония, провинция Жирона).
С декабря 2014 — главный научный сотрудник ФКУ НИИ Федеральной службы исполнения наказаний РФ, исследует вопросы противодействия экстремизму и терроризму в религиозной сфере, а также в молодежной среде.
В 2023, впервые в мире издана книга «Кораническая цитата. Тематический справочник с краткими комментариями», которая содержит фрагменты Священного Писания на 51 тему.

## Научная деятельность
С 1971 по 1993 г. исследует вопросы содержания обучения русскому языку как иностранному, а также интенсификации методов и разработки технических средств обучения русскому языку в школах и вузах СССР.
Научный руководитель, автор и соавтор 4 учебников и 7 учебных пособий по русскому языку для школ, техникумов и ВУЗов Армении, 4 монографий по проблемам преподавания русского языка в СССР, а также 2 программ для педагогических вузов СССР, сборников диктантов и лингафонных пособий.  .
Научный руководитель многочисленных радио- и телепередач по русскому языку, выходящих в эфир в Армении в 1976—1988 гг.
Участник и организатор 27 международных и свыше 40 всесоюзных (СССР) и 20 всероссийских конгрессов, симпозиумов и конференций по проблемам преподавания русского языка.  Архивная копия от 18 ноября 2021 на Wayback Machine
По данной проблематике имеет свыше 200 научных трудов: монографий, статей, брошюр, посвященных вопросам преподавания русского языка, культуры речевого общения и культуры русской речи.
С. С. Оганесян считается одним из самых грамотных русистов мира.
С 1994 года занимается сравнительно-сопоставительным изучением религий единобожия и многобожия, проблемами профилактики и противодействия экстремизму и терроризму, толерантного сосуществования этносов и народов, а также развития цивилизационной ментальности человечества. Автор, соавтор и научный редактор 5 монографий, 2 учебно-методических пособий, многочисленных методических рекомендаций, научных и публицистических статей по профилактике и противодействию экстремизма и терроризма.
Множество публикаций в прессе Российской Федерации, в частности, в «Парламентской газете», "Московский комсомолец " (МК), «Независимой газете», «Время» и др., а также в ряде газет Испании . По этой теме было издано 150 книг, брошюр и статей. Множество выступлений по каналам центрального телевидения РФ (РБК, Спутник, Говорит Москва и др.)
Член редакционного совета журналов «Русский язык в школе», «Ценности и смыслы», «Пространство и время»,«Антропогогика», Научные труды ФКУ НИИ ФСИН России (научно-практическое ежеквартальное издание)  . Член экспертного совета Комитета по делам общественных объединений и религиозных организаций Государственной Думы Российской Федерации. Член редколлегии журналов «London Journal Of Research in Humanities and Social Sciences», «Фундаментальные и прикладные исследования (IJSBAR)», «The European Journal of Social & Behavioural Sciences (EJSBS)», издательского дома MedVinPublishers.  Архивная копия от 18 ноября 2021 на Wayback Machine Архивная копия от 11 октября 2019 на Wayback Machine Архивная копия от 18 ноября 2021 на Wayback Machine
Опубликованные работы:
- Русский язык. Учебник для 4 класса армянских школ. Ереван, Луйс, 1991.[12]
- Русский язык. Учебник для 5 класса армянских школ. Ереван, Луйс, 1992.
- Русский язык. Учебник для 6 класса армянских школ. Ереван, Луйс, 1992.
- Сборник диктантов по русскому языку для 10 классов общеобразовательных школ Республики Армения. Ереван, Луйс, 1990.
- Сборник лингафонных упражнений для средних специальных учебных заведений Республики Армения. Научно-методический кабинет Министерства высшего и среднего специального образования Армении, 1998.
- Наглядность и ТСО на уроках русского языка. Ереван. Луйс, 1983.
- Методика создания и использования средств обучения русскому языку. Москва. Просвещение, 1987.
- Культура речевого общения. Русский язык в школе, № 5, 1998.
- Можно ли назвать иудеев и христианам мусульманами? М. Гуманитарий, 2000.[13]
- Миф о религиозном экстремизме Корана. (Тора, Евангелие и Коран о вероотступниках и иноверцах). М., Гуманитарий, 2001.[14]
- Мусульмане и христиане: друзья или недруги? М., Гуманитарий, 2000.[15]
- Позволительно ли мусульманину воевать с христианином за веру в Бога? М., Гуманитарий, 2000.
- Бог или Мироздание? Тора, Библия и Коран о незримом и вечном Боге. М., 2000, 112 с.
- Существует ли жизнь после смерти? Сведения Торы, Библии и Корана о земной и внеземной жизни. Современный взгляд. М., 2005, 462 с.
- Тора, Новый Завет и Коран — три Послания от Единого Бога. Отношение Корана к Торе и Новому Завету, к иудеям и христианам. М.: Гуманитарий. 2008 , 192 с.[16]
- Тора, Новый Завет и Коран — закон, правопорядок и законопослушание. Способы формирования правосознания и передачи законодательных функций от Бога человеку М., 2011, 552 с. Архивная копия от 18 ноября 2021 на Wayback Machine
- К вопросу о периодизации ментальных цивилизаций в истории развития человечества // Представительная власть, 2013, № 2,3, 4,5,6[17]
- Этюды об исторической изменчивости лексических значений слов // Современная коммуникативистика. 2014, № 6[18][19]
- Религиозный экстремизм. Истоки[20] // Представительная власть, 2015, № 3 и др.
- Словарь-справочник терминов и понятий религий, традиционных для России (иудаизм, христианство, ислам, буддизм), Москва, 2019. С. 256[21]
- Мировоззренческое единство священных писания единобожия — методологическая основа профилактики и противодействия религиозному экстремизму и терроризму.[22] Монография. Москва, 2019. С. 252
- Священные писания о перспективах развития человечества: желаемое или действительное? //Ценности и смыслы.[23] 2020. № 4 (68)
- Отношение к смертной казни священных писаний единобожия (Торы, Нового Завета и Корана): правовые и ментальные аспекты [24]//Представительная власть — XXI век: законодательство, комментарии, проблемы. 2020. № 1-2 (176—177)
- Кораническая цитата. Тематический справочник с краткими комментариями. Издательство Рипол-Классик. 2023 [25]

## Звания и награды
- государственный советник РФ 1 класса
- действительный член Академии гуманитарных исследований РФ (Москва)
- действительный член Средиземноморского центра преподавания русского языка (Рим)
- действительный член Международной ассоциации преподавателей русского языка и литературы (Москва)
- звание «Отличник народного просвещение Армянской ССР» (1985)
- медаль «За заслуги в пограничной службе II степени» (1998)